# Troglomethes leechi
Troglomethes leechi är en skalbaggsart som beskrevs av Wittmer 1970. Troglomethes leechi ingår i släktet Troglomethes och familjen Omethidae. Inga underarter finns listade i Catalogue of Life.